# روبرت س. بيتمان
روبرت س. بيتمان (بالإنجليزية: Robert C. Pittman)‏ هو رائد أعمال وطيار أمريكي، ولد في 25 أبريل 1922، وتوفي في 27 أكتوبر 1999 في نيبلز في الولايات المتحدة.